# Sawdi'el

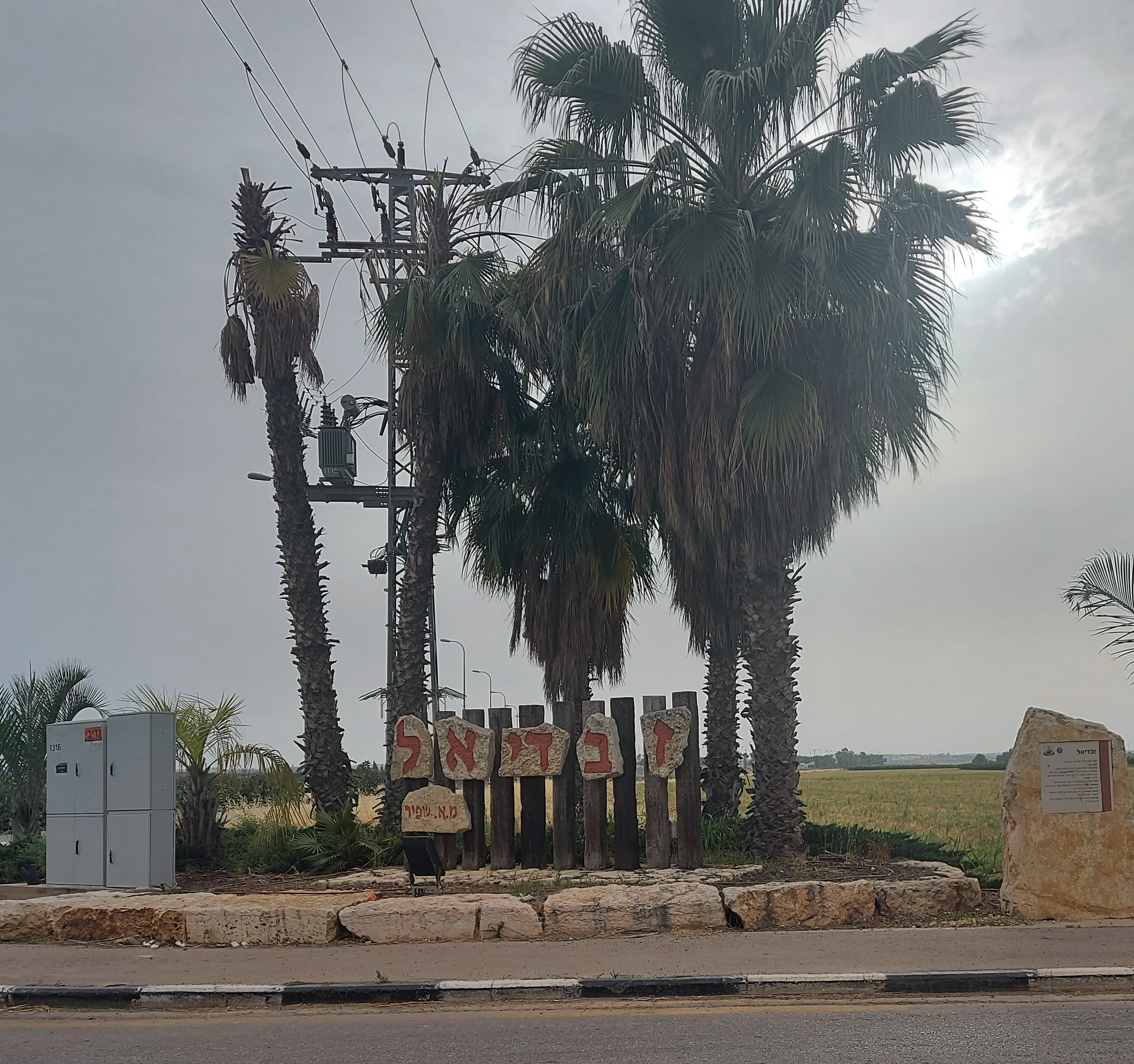
Moschav Savdiʾel

Savdiʾel (hebräisch זַבְדִּיאֵל Savdīʾel, englisch Zavdiel, schwedisch Savdiel) ist ein Moschav in der Nähe der Stadt Kirjat Gat in Israel. Der Moschav befindet sich in der Region Chevel Lachisch in der Regionalverwaltung Schafir im Südbezirk. 2018 zählte der Ort 527 Einwohner. Im Zuge der Vertreibung von Juden aus arabischen und islamischen Ländern eingewanderte Jemeniten gründeten die Siedlung im Jahre 1950 und benannten sie nach Savdiel im biblischen Buch Nehemia 11,14.